# 吉莉恩·考利
吉莉恩·考利（英語：Gillian Cowley，1955年7月8日—），津巴布韦女子曲棍球运动员。她曾代表津巴布韦国家队参加1980年夏季奥林匹克运动会曲棍球比赛，获得一枚金牌。